# Valchava
Valchava (tot 1943 officieel in het Duits Valcava) is een plaats en voormalige gemeente in het Zwitserse kanton Graubünden. Valchava telt 200 inwoners en was tot 2008 een zelfstandige gemeente.
In het 17de-eeuwse Chasa Jaura (Jauer-huis) is het gelijknamige streekmuseum gevestigd. Jauer is de naam van het dialect van het Reto-Romaans, zoals dat in het Val Müstair gesproken wordt.

## Geschiedenis
Op 1 januari 2009 fuseerde Valchava met Fuldera, Lü, Müstair, Santa Maria Val Müstair en Tschierv tot de gemeente Val Müstair.
- Gemeinsame Normdatei: 7704476-9
- Historisch woordenboek van Zwitserland: 001570
- Virtual International Authority File: 247445076
- WorldCat: E39PBJfmv4PVJyh8jpt4wQhWDq